# ヴェーヴ城

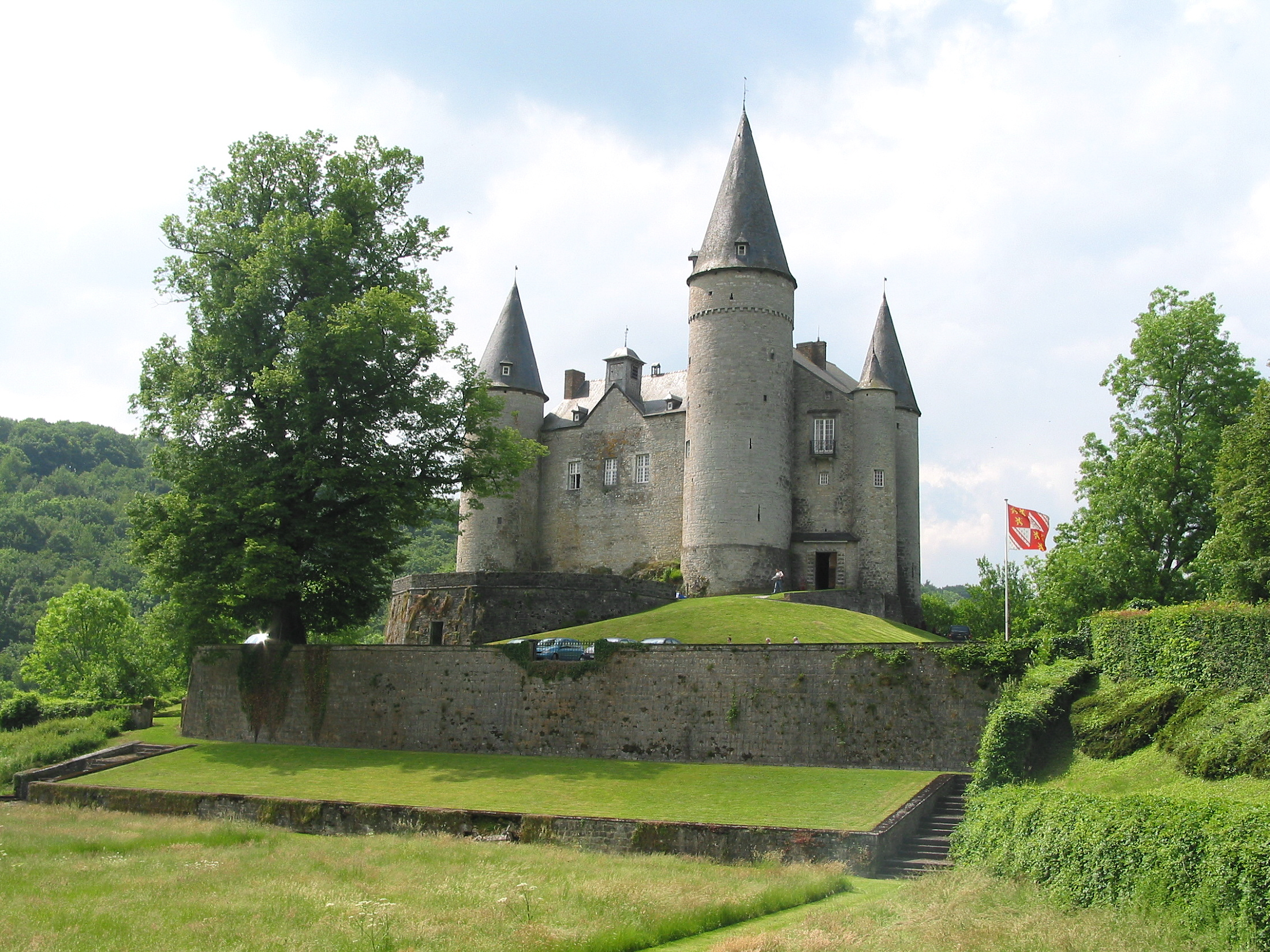
ヴェーヴ城

ヴェーヴ城(château de Vêves)は、ベルギーのナミュール州、セルにある城。
この城の起源は、時代を遥かに遡る。ピピン2世が、セルのサン・アドラン修道院と良好な関係を築くために、7世紀後半には既にこの場所に館を築いていた。その後9世紀に、館は様々な相続人によって小さな要塞に改築された。この要塞は1200年に壊されたが、1220年にボフォール家によって再建され、城はより強大なものとなる。15世紀には、ディナンの市民によって破壊されるが、すぐに復旧された。しかし、1793年にフランス革命派の人間によって再び被害を受けてしまう。18世紀にはリドケルク＝ボフォール家が住み、城の外観を現在のかたちにした。